# Michele di Gè
Michele di Gè (Rionero in Vulture, 24 dicembre 1843 – 1924) è stato un brigante italiano.

## Biografia
Chiamato per il servizio militare nel 1863, disertò e lavorò come pastore a Lavello. Si diede al brigantaggio agli inizi del 1866, dopo aver incontrato altri due disertori ed entrò nella banda di Giacomo Parri e Carmine Meula. Anche se brigante, dimostrò di avere un'indole pietosa, poiché una volta evitò l'uccisione di un ricco possidente che si era rifiutato di pagare la somma richiesta dalla sua banda.
Dopo una latitanza di circa otto mesi, si costituì alle autorità l'8 dicembre 1866. Processato a Salerno nel 1869 e condannato al carcere a vita, fu imprigionato ad Ancona, dove ebbe un furioso litigio con un altro detenuto che lo aveva offeso, definendolo "brigante come tutti i napoletani". Uscito di prigione nel 1893, ritornò al proprio paese natio e riprese a lavorare onestamente. Scrisse tra il 1910 e il 1911 la sua biografia, stampata dalla Tipografia Insabato di Melfi, con il nome Vita di Michele di Gè (1911).
Qualche anno dopo, fu ripubblicata e denominata L'autobiografia di un brigante (Loescher, 1914) con un'introduzione del meridionalista Gaetano Salvemini, il quale ebbe il manoscritto da Giustino Fortunato. La biografia del brigante fu anche usata da Salvemini per intervenire sul tema del brigantaggio ed esporre la sua tesi sulla povertà del meridione dopo l'unità d'Italia. Seguì una nuova ristampa dell'editore Lacaita nel 1971, con il titolo Il libro di sventura, a cura di Vincenzo Buccino.
Di Gè morì nel 1924.